# Ulrike Arnold (Malerin)

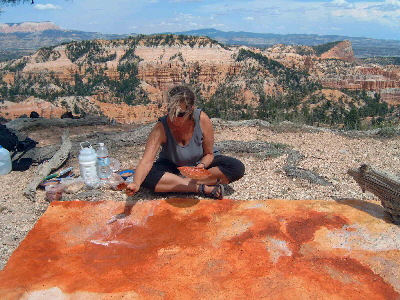
Ulrike Arnold im Bryce Canyon bei der Arbeit

Ulrike Arnold (* 9. September 1950 in Düsseldorf) ist eine deutsche Künstlerin, die mit Erde Sand und Steinen malt. Sie reist an abgelegene Orte auf allen Kontinenten, wo sie in situ malt und dabei dem Wetter und den natürlichen Kräften der Umwelt ausgesetzt ist. Sie sammelt ihre Materialien vor Ort und vermischt sie mit einem Binder, um ihre großen Leinwände zu bemalen. Diese fangen die Essenz der Orte ein, an die sie ihre Reisen führen.

## Biografie
Arnold studierte von 1968 bis 1971 Musik und Kunsterziehung und übte danach eine Lehrtätigkeit aus. Von 1979 bis 1986 absolvierte sie ein Kunststudium an der Kunstakademie Düsseldorf bei Professor Klaus Rinke, das sie 1986 als Meisterschülerin abschloss. Seit 1980 bereist und arbeitet die Künstlerin auf allen fünf Kontinenten der Erde. Ihre Arbeiten wurden in mehr als 130 Ausstellungen gezeigt und befinden sich in renommierten öffentlichen und privaten Sammlungen weltweit. Sie erhielt mehrere Stipendien und Preise, darunter den Eduard von dem Heydt-Förderpreis, Wuppertal (1988), und den Viola Award, Flagstaff (2015). Zahlreiche Publikationen und Filme dokumentieren ihre Arbeit. Dialogue Earth, das dokumentarische Filmporträt von Hank Levine (2019), wurde auf Filmfestivals weltweit offiziell vorgestellt und ausgezeichnet. Arnold lebt und arbeitet in Düsseldorf und in Flagstaff, Arizona.

## Künstlerisches Wirken

### Erdbilder
Typisch für Arnolds Malerei sind ihre Erdbilder. Sie verwendet ein einzigartiges Material: Die Künstlerin malt mit Erden, Mineralien und Steinen auf Nessel. Zuerst sammelt sie diese Farben in der Form von Steinen und zerreibt sie dann selbst zu Malmaterial. Ihre Bildtitel entsprechen den weltweit gefundenen besonderen Orten, an denen sie ihre Ingredienzien findet, wie Flagstaff, Arizona oder Bryce Canyon in Utah. Die Strukturen, Formen und Farben dieser Bilder spiegeln die Qualität der Landschaften, in denen sie vor Ort entstehen. Dort werden sie den natürlichen Umweltbedingungen ausgesetzt, die diesen Eindruck verstärken.
Arnolds Erdbilder thematisieren die Struktur und Beschaffenheit der Erde. Erde ist seit über vier Jahrzehnten das Thema ihrer Arbeit, Erde in einer sehr konkreten und greifbaren Weise, wie Ulrike Arnold selbst beschreibt: „Ich benutze sie, wenn ich male, ich male draußen und lasse die Natur – Wind, Regen und Sonne – zu meinen Komplizen werden.“ Da sie die Welt bereist hat, um auf allen Kontinenten zu arbeiten, waren die Orte, an denen sie malte Salz- und Sandwüsten, Vulkane und prähistorische Höhlen, Felsformationen und Flussbetten. Die Farben sind Mineralien, Sand, Verkrustungen, Glimmer und Schlamm, die eine Fülle von Rot-, Blau-, Gelb- und Grüntönen ergeben.

### Meteoritenbilder
Seit 2002 erweitert sie das Repertoire ihrer Materialien. Sie verarbeitet als erste und einzige Künstlerin weltweit die Partikel von Meteoriten (Nickel, Eisen und Steinchondren), die sie aus Forschungslaboren bezieht. Diese wertvollen Substanzen stammen von Asteroiden und Kometen. Der dunkle Staub zeugt von der Frühzeit des Universums und ist teilweise älter als die Erde. Sie geht damit über das auf der Erde gesammelte Material hinaus und schafft kosmologische Bilder.
Die Meteoriten, mit denen Ulrike Arnold arbeitet, stammen aus dem Universum und sind teilweise älter als unser Sonnensystem. Einige enthalten Wasser in Salzkristallen, Aminosäuren und Spurenelemente. So wie die Meteoriten beim Einschlag ihren Platz auf der Erde finden, wählt Arnold ihre Malorte weltweit aus.
Durch eine glückliche Begegnung kam es auch zu ihrem ersten Meteoritenbild: Im Jahr 2002 nahm Ulrike Arnold an einer Konferenz in Flagstaff, Arizona, teil, auf der die Apollo-17-Mission gewürdigt wurde. Dort traf sie den Astronauten Harrison Schmitt und die Astronomin Carolyn Shoemaker. Beim Besuch des Barringer-Meteoritenkraters traf sie auf den Meteoritenforscher Marvin Killgore, der ihr Meteoritenstaubfragmente anbot. Diese zufällige Begegnung führte dazu, dass Arnold eine der ersten Künstlerinnen wurde, die mit Meteoritenstaub malte. Indem sie dieses Material einbezieht, das älter ist als die Erde selbst, verbindet sie in ihren Werken irdische Landschaften mit dem Kosmos und betont die Stellung der Erde im Universum.

### One World Painting
Das One World Painting  (2017–2019) ist einzigartig im Werk von Ulrike Arnold, denn für dieses Werk hat sie Erdfarben aus der ganzen Welt zusammengestellt: Sie verbindet rotes Pigment aus Australien mit Grün aus Armenien, schwarze Lava aus Arizona mit senegalesischem Rot, Weiß von den Osterinseln, Gelb aus Ägypten und vieles mehr. Für Ulrike Arnold ist diese Leinwand ein Dialog nicht nur zwischen den Farben, sondern auch zwischen den Kontinenten, ihren Ländern, ihrer Geschichte und ihren Völkern. Angesichts aktueller globaler Konflikte und gesellschaftlicher Spannungen thematisiert das Werk Frieden, Gemeinschaft und Vielfalt. Arnolds Werke richten den Blick auf die Erde und verweisen auf die gemeinsamen Herausforderungen, insbesondere den Klimawandel. Deshalb hat das One World Painting die Form eines Ausrufezeichens: Eine große rechteckige Leinwand kombiniert mit einem kreisförmigen Erdgemälde. Die Leinwände sind beidseitig bemalt. Arnold schuf das Werk zwischen 2017 und 2019 in Utah, was im Film Dialogue Earth dokumentiert wurde.

## Einzelausstellungen
(Quelle: )
- 1987  Gerstman Abdallah Fine Arts, Köln; Goethe Institute, Sydney; Gerstman Abdallah Fine Arts, Melbourne Australien
- 1989  Kunstverein Wuppertal
- 1991  Earth Art, Erdbilder Amerika, Studiogalerie Museum Morsbroich, Leverkusen
- 1992  Galerie Nawrocki, Cologne
- 1994  Brian Gross Gallery, San Francisco USA; City Hall, Frankfurt; Galerie im Museum Folkwang Essen
- 1995  Erdbilder, Galerie im Körnerpark, Berlin
- 1997  International Earth Day, Antoniterkirche, Köln; Alte Brüderkirche, Kassel; Galerie Ricarda Fox, Essen
- 1999  Booz, Allen & Hamilton, Düsseldorf
- 2000  Joseph Gross Gallery, University Tucson, Arizona; Galerie Beethovenstrasse, Düsseldorf
- 2001  Kolbstudio, Grand Canyon, Arizona; Art in Machiya, Kyoto, Japan
- 2003  Earth Paintings, Gallery Angie Schäfer, Fürstenfeldbruck; Galerie Beethovenstrasse, Düsseldorf
- 2004  Ausstellungsraum Wischerstraße, Wuppertal
- 2005  erdnah – sternenfern, Deutsche Bank AG, Köln
- 2006  Erdgestein und Sternenstaub, Altes Museum, Mönchengladbach
- 2007  William Siegal Gallery, Santa Fe, New Mexico
- 2009  Von Himmel und Erde, Longjaloux GmbH, Wuppertal
- 2009 Sternenstaub und Erdgestein, Museum für Naturkunde, Berlin, und Handwerkskammer, Düsseldorf
- 2011  Erdgestein und Sternenstaub, Mausoleum Seedorf / Herzogtum Lauenburg
- 2013  Six pieces of art, Old Martina's Hall, Taos, New Mexico
- 2014  EARTH ART, Museum of Northern Arizona, Flagstaff, Arizona
- 2014 Atacama: Ciela y Tierra, Museo de Arte Contemporáneo, Santiago de Chile
- 2015  ESPACIO CULTURAL, Fundacion Minera Escondida, San Pedro de Atacama, Chile; Galeria NAC, Nicole Andreu Contemporaneo, Santiago de Chile
- 2015 Erdgestein und Sternenstaub – Bilder von Himmel und Erde, Stadtkirche Ratingen
- 2017 Atacama: Cielo y Tierra – Arte En La Embajada, Deutschen Botschaft, Santiago de Chile
- 2019 COSMOVISIONS, The Yucca Valley Visual & Performing Arts Center, California
- 2021 transformation: desert space, Bunker 2, Bioenergiepark Saerbeck
- 2023 Erdbilder aus Chile, Residenz Deutsche Botschaft, Santiago Chile
- 2025 Erdenglanz und Himmelsstaub, Johanneskirche, Düsseldorf

## Medien & Literatur
Angaben zu Filmen von ARD und ZDF über ihre Arbeiten finden sich auf ihrer Webseite.
- 1991 Rolf Wedewer, Helen Koriath, in: Katalog, EARTH, Studiogalerie Museum Morsbroich Leverkusen 1991
- 1994 Gerhard Finckh, Ulrike Stottrop, Ulrike Arnold, in: Katalog, Ulrike Arnold, Erdbilder aus fünf Kontinenten, Frankfurt 1994, Essen 1994, Berlin 1995, Kassel 1997.
- 1997 Klaus Flemming, Künstlerische Zeitspuren. Anmerkungen zu den Landschaftsbildern Ulrike Arnolds, in: Katalog, Ulrike Arnold,  Fels- und Höhlenmalerei, Rheinbraun Köln 1997
- 1999 Engelbert Broich, in: Katalog, Erdbilder aus fünf Kontinenten" bei Booz, Allen & Hamilton, Düsseldorf 1999
- 1999 David Galloway, Polemics and Poetry of Environmental Art, in: Katalog, Natural Reality Künstlerische Positionen zwischen Natur und Kultur, 1999,  Ludwigforum für Internationale Kunst Aachen.
- 1999 L. Greer Price, Ulrike Arnold, Plateau Journal Magazine 1999[13]
- 2000 Margaret Regan, Earth Tones, Ulrike Arnold’s Art Literally Rises From The Soil, Tucson Weekly 27. Juli 2000,[14]
- 2001 Vasanthi Sankaranrayanan, Easel Of Earthy Hues, The Hindu, 15. Februar 2001[15]
- 2005 Marlene Lauter, Über der Erde die Sonne, in: Katalog, Museum im Kulturspeicher Würzburg 2005
- 2006 Matthias Bärmann, Steine und Sternenstaub, Februar 2006,[16]
- 2007 Engelbert Broich, Ulrike Arnold – Malerin mit Erde und Sternenstaub (JUNGE KUNST, Nr. 69 (Januar – März 2007))
- 2007 Klaus Schneller, We are stardust. Wiesbaden 2007.
- 2010 Regina Goldlücke, Ulrike Arnold – Kunst mit Natur, in: Rheinische Post, 4.1.2020[17]
- 2013 Ulrike Arnold – Earth – The Amangiri Project[18]
- 2014 Matthias Bärmann, Ulrike Arnold – Above and below and all over the world, Recent paintings, Kat. Museum of Northern Arizona, Flagstaff 2014
- 2014 Ulrike Arnold – Atacama: Cielo y Tierra, Kat. Museo de Arte Contemporáneo (MAC), Santiago de Chile 2014[19]
- 2019 Dialogue Earth, 76 Minuten, Regie und Produktion: Hank Levine, Musik: Hauschka, Filmschnitt: Renan Laviano, Luftbildfotografie: Victor van Keuren (Netflix Europa)[20]
- 2019 Svea Conrad, To Ulrike and the Earth, In: Arizona Daily Sun, 18.8.2019
- 2020 Regine Müller, Zwischen Lähmung und Inspiration, in: Handelsblatt, 27.-29.3.2020[21]
- 2023 Ulrike Arnold – The One World Painting. Beck & Eggeling Kunstverlag, Düsseldorf 2023[22]
- 2023 Sophia Sotke, Dialog der Kontinente, in: theo 03/2023[23]